# Santa Anna (Texas)
Santa Anna é uma cidade  localizada no estado norte-americano do Texas, no Condado de Coleman.

## Demografia
Segundo o censo norte-americano de 2000, a sua população era de 1081 habitantes.
Em 2006, foi estimada uma população de 1039, um decréscimo de 42 (-3.9%).

## Geografia
De acordo com o United States Census Bureau tem uma área de
5,0 km², dos quais 5,0 km² cobertos por terra e 0,0 km² cobertos por água. Santa Anna localiza-se a aproximadamente 471 m acima do nível do mar.

## Localidades na vizinhança
O diagrama seguinte representa as localidades num raio de 36 km ao redor de Santa Anna.